# 삼청동 외할머니
《삼청동 외할머니》는 2018년 11월 24일부터 2019년 2월 16일까지 방영한 KBS 2TV 리얼 버라이어티 프로그램이다.

## 방송 시간
| 방송 채널 | 방송 기간                           | 방송 시간 | 방송 시간                    | 비고      |
| --------- | ----------------------------------- | --------- | ---------------------------- | --------- |
| KBS 2TV   | 2018년 11월 24일 ~ 2018년 12월 29일 | 1부       | 매주 토요일 밤 10:50 ~ 11:30 | 분리 편성 |
| KBS 2TV   | 2018년 11월 24일 ~ 2018년 12월 29일 | 2부       | 매주 토요일 밤 11:30 ~ 12:05 | 분리 편성 |
| KBS 2TV   | 2019년 1월 5일 ~ 2019년 2월 16일    | 1부       | 매주 토요일 밤 10:45 ~ 11:25 | 분리 편성 |
| KBS 2TV   | 2019년 1월 5일 ~ 2019년 2월 16일    | 2부       | 매주 토요일 밤 11:25 ~ 12:00 | 분리 편성 |

## 역대 출연자
| 출연진   | 방송 기간                          | 방송 회차 |
| -------- | ---------------------------------- | --------- |
| 김영철   | 2018년 11월 24일 ~ 2019년 2월 16일 | 1 ~ 12회  |
| 앤디     | 2018년 11월 24일 ~ 2019년 2월 16일 | 1 ~ 12회  |
| 에릭남   | 2018년 11월 24일 ~ 2019년 2월 16일 | 1 ~ 12회  |
| 스텔라장 | 2018년 11월 24일 ~ 2019년 2월 16일 | 1 ~ 12회  |
| 주이     | 2018년 11월 24일 ~ 2019년 2월 16일 | 1 ~ 12회  |

## 외쿡(Cook) 할머니
- 헝가리 - 안나
- 벨기에 - 베로니끄
- 코스타리카 - 비올레타
- 멕시코 - 오뎃
- 태국 - 누댕(말라)
- 프랑스 - 로헝스

## 시청률

### 2018년
| 회차 | 방송일    | AGB 시청률     |
| 회차 | 방송일    | 대한민국(전국) |
| ---- | --------- | -------------- |
| 1    | 11월 24일 | 2.3%           |
| 1    | 11월 24일 | %              |
| 2    | 12월 1일  | 2.0%           |
| 2    | 12월 1일  | 1.7%           |
| 3    | 12월 8일  | 2.3%           |
| 3    | 12월 8일  | 1.6%           |
| 4    | 12월 15일 | 1.5%           |
| 4    | 12월 15일 | 1.3%           |
| 5    | 12월 29일 | 1.0%           |
| 5    | 12월 29일 | %              |

### 2019년
| 회차 | 방송일   | AGB 시청률     |
| 회차 | 방송일   | 대한민국(전국) |
| ---- | -------- | -------------- |
| 6    | 1월 5일  | 2.2%           |
| 6    | 1월 5일  | 1.2%           |
| 7    | 1월 12일 | 2.1%           |
| 7    | 1월 12일 | %              |
| 8    | 1월 19일 | 1.8%           |
| 8    | 1월 19일 | %              |
| 9    | 1월 26일 | 1.4%           |
| 9    | 1월 26일 | %              |
| 10   | 2월 2일  | 1.8%           |
| 10   | 2월 2일  | 1.1%           |
| 11   | 2월 9일  | 2.1%           |
| 11   | 2월 9일  | %              |
| 12   | 2월 16일 | 1.3%           |
| 12   | 2월 16일 | 1.0%           |

## 결방 사유 및 특별 편성
- 2018년 12월 22일 : 2018 KBS 연예대상 편성으로 인한 결방
- 2019년 2월 5일 : 설 특집 키워드로 다시보기 오후 3시 50분 편성

## 같이 보기
- 러브 인 아시아
- 헬로! 이방인
- 글로벌 아빠 찾아 삼만리
- 미녀들의 수다
- 다문화 고부 열전
- 비정상회담
- 이웃집 찰스
- 글로벌 남편백서 내편, 남편
- 어서와~ 한국은 처음이지?
- 대한외국인
- 남의 나라 살아요 - 선 넘은 패밀리